# David Clarke (calciatore)
David Alan Clarke (Nottingham, 3 dicembre 1964) è un ex calciatore inglese, di ruolo difensore.

## Caratteristiche tecniche
Era un terzino sinistro.

## Carriera
Dopo aver giocato nelle giovanili del Notts County ha fatto il suo esordio tra i professionisti nella stagione 1982-1983 con le Magpies, giocando, appena maggiorenne, 15 partite nella prima divisione inglese; ha poi disputato ulteriori 20 partite in questa stessa categoria nella stagione 1983-1984, terminata dai bianconeri con una retrocessione in seconda divisione, categoria in cui quindi Clarke ha militato nella stagione 1984-1985, per poi giocare invece in terza divisione (a causa di una seconda retrocessione consecutiva) tra il 1985 ed il 1987, arrivando così ad un totale di 123 presenze e 7 reti in incontri di campionato con la maglia del club della sua città natale.
Nel 1987 si è trasferito al Lincoln City, club appena retrocesso in Conference League (quinta divisione e più alto livello calcistico inglese al di fuori della Football League), e peraltro anche primo club nella storia a subire questo fato (in quanto le promozioni e retrocessioni da e per la principale lega calcistica inglese erano appunto state introdotte in quella stagione); Clarke ha esordito con i Red Imps il 5 settembre 1987 in una partita vinta per 4-1 in casa contro gli Stafford Rangers, nella quale ha segnato anche la sua prima rete con la maglia del club biancorosso. A fine stagione, grazie anche alle sue 5 reti in 30 presenze, il club ha vinto il campionato, facendo così immediato ritorno in quarta divisione, categoria in cui Clarke ha poi militato per cinque stagioni e mezzo segnandovi ulteriori 9 gol in 147 presenze, per un totale di 177 presenze e 14 reti in carriera con il Lincoln City in incontri di campionato (e 214 presenze e 17 reti fra tutte le competizioni ufficiali). Ha poi trascorso la seconda metà della stagione 1993-1994 al Doncaster, con cui ha giocato 15 partite in terza divisione (esordendovi il 15 gennaio 1994), per poi ritirarsi nel 1995, all'età di 31 anni, dopo un'ultima fugace esperienza con i semiprofessionisti del Gainsborough Trinity.
In carriera ha totalizzato complessivamente 286 presenze e 16 reti nei campionati della Football League.

## Palmarès

### Club

#### Competizioni nazionali
- Conference League: 1

Lincoln City: 1987-1988

#### Competizioni regionali
- Lincolnshire Senior Cup: 1

Lincoln City: 1990-1991